# Juan Manuel Cuá Ajacum
Juan Manuel Cuá Ajacum (* 22. April 1962 in Totonicapán, Guatemala) ist ein guatemaltekischer Geistlicher und römisch-katholischer Bischof von Quiché.

## Leben
Juan Manuel Cuá Ajacum studierte nach dem Abschluss der Oberschule Philosophie und Theologie am nationalen Priesterseminar und empfing am 13. Mai 1995 das Sakrament der Priesterweihe für das Erzbistum Santiago de Guatemala.
Nach ersten Kaplanstätigkeiten studierte er von 1996 bis 1998 an der Päpstlichen Universität Santa Croce in Rom und erwarb hier das Lizenziat im Fach Dogmatik. Anschließend war er Pfarrer verschiedener Pfarreien und von 2001 bis 2004 in der Priesterausbildung am Nationalseminar tätig. Von 2008 bis 2012 war er zudem stellvertretender Sekretär der guatemaltekischen Bischofskonferenz. Ab 2018 war er Pfarrer der Pfarrei Nuestra Señora del Rosario und Leiter des Pastoralzentrums des Erzbistums Santiago de Guatemala. Außerdem gehörte er dem Konsultorenkollegium des Erzbistums an.
Am 27. März 2021 ernannte ihn Papst Franziskus zum Titularbischof von Rosella und zum Weihbischof in Los Altos Quetzaltenango-Totonicapán. Die Bischofsweihe spendete ihm der Erzbischof von Los Altos Quetzaltenango-Totonicapán, Mario Alberto Molina Palma OAR, am 24. Juni desselben Jahres in der Kathedrale Espiritu Santo von Quetzaltenango. Mitkonsekratoren waren der emeritierte Bischof von Jalapa, Julio Edgar Cabrera Ovalle, und der Erzbischof von Santiago de Guatemala, Gonzalo de Villa y Vásquez SJ.
Am 15. April 2023 ernannte in Papst Franziskus zum Bischof von Quiché. Die Amtseinführung fand am 1. Juli desselben Jahres statt.